# Veľkrop
Veľkrop est un village de Slovaquie situé dans la région de Prešov.

## Histoire
Première mention écrite du village en 1408.

## Démographie

### Évolution de la population
| Année:               | 1994. | 2004.   | 2014.   | 2024.   |
| -------------------- | ----- | ------- | ------- | ------- |
| Nombre de personnes: | 220   | 221     | 222     | 231     |
| Différence:          |       | +0,45 % | +0,45 % | +4,05 % |

| Année:               | 2023. | 2024.   |
| -------------------- | ----- | ------- |
| Nombre de personnes: | 230   | 231     |
| Différence:          |       | +0,43 % |